# LGBT au Québec
La communauté LGBT au Québec regroupe les personnes homosexuelles (gaies ou lesbiennes), bisexuelles, transgenres et intersexes habitant le Québec, les organisations, institutions et créations qui en sont issues, de même que les espaces qu’elles occupent.

## Histoire
Dans les années 1920, les gays commencent à fréquenter des établissements regroupés au centre-ville de Montréal autour des rues Sainte-Catherine et Stanley, jusque vers la fin des années 1970. Les lesbiennes se retrouvent plutôt dans le secteur de la rue Saint-Denis alors qu'un pôle gay se développe dans le secteur du boulevard Saint-Laurent.
En 1969, l’homosexualité est retirée comme motif au Code criminel du Canada . En  1972, l'artiste Michel Girouard s'unit civilement avec le pianiste Réjean Tremblay lors d'une cérémonie de mariage fortement médiatisée. La même année, une scène du téléroman Le Paradis terrestre de Jean Filiatrault, alors que deux hommes se tiennent discrètement par la main dans un ascenseur, déclenche un scandale et la société Radio-Canada retire abruptement l'émission de l'horaire. En 1975, le gouvernement libéral n'inclut pas l'orientation sexuelle des motifs pouvant être protégés de la discrimination dans la Charte des droits et libertés de la personne. L'orientation sexuelle est ajoutée à la Charte des droits et libertés de la personne comme motif interdit de discrimination le 15 décembre 1977 par l'adoption du projet de loi 88 par l'Assemblée nationale du Québec sous le gouvernement péquiste, deux mois après les descentes de police effectuées aux bars gais Le Truxx et Le Mystique où un grand nombre de personnes sont arrêtées, qui donne lieu à une vive réaction dans la communauté gaie et dans la population. La fin des années 1970 est intense en émergence de la prise de parole gaie avec le premier défilé d'homosexuels à Montréal en 1979 ainsi que la parution de Sortir et la publication de l’hebdomadaire Le Berdache (1979-1983) par l’Association pour les droits de la communauté gaie du Québec,. Des années 1950 à 1990, les bars lesbiens se trouvent surtout au centre-ville de Montréal ou dans le quartier du Red Light puis sur la rue Saint-Denis, que ce soit le Lilith, le G-Spot, le K-2, le Louban, l'Exit, le Sisters, le Bilitis ou le Royal Phoenix. À la suite de la fermeture de plusieurs bars et boîtes de nuit LGBT dans le sillage des Jeux olympiques d'été de 1976, les établissements gais se développent dans le quartier du Centre-Sud pour former le Village. Au fil des années, différents établissements gais animent la vie sociale des hommes homosexuels de Montréal hors du Village, notamment le Royal, le California, le Garage, le Lézard, le Business. Cette offre en dehors du Village est maintenant disparue.
Au début des années 1980, Gaëtan Dugas, agent de bord québécois ayant de nombreux partenaires sexuels, est alors considéré comme l'un des premiers cas de contamination du sida aux États-Unis, ce qui a été infirmé par des études récentes.
En 1996, la Table de concertation des lesbiennes et gais du Québec tient les 1ers États généraux de la communauté LGBT québécoise sous le thème « De l’illégalité à la légalité ».
En 2002, l'Assemblée Nationale adopte à l'unanimité la loi instituant l'union civile permettant aux couples homosexuels de disposer des mêmes droits que les époux hétérosexuels (hormis le mariage, celui-ci étant de compétence fédérale) de même que des dispositions sur l'adoption et la procréation assistée. La Cour d'appel du Québec statue, dans un jugement unanime rendu le 19 mars 2004 dans la cause Ligue catholique pour les droits de l'homme c. Hendricks, que la définition traditionnelle du mariage restreinte à une union entre un homme et une femme est discriminatoire, injustifiée et anti-constitutionnelle. La Société de développement commercial du Village est fondée en 2006. En 2006, 12 000 participants du monde entier viennent à Montréal pour les 1ers Outgames mondiaux.
En 2011, le gouvernement du Québec met en place la Politique québécoise de lutte contre l'homophobie, après des discussions depuis 2004 et en deçà des attentes des représentants LGBT,. En 2013, le Groupe LGBT pour la laïcité, soutenu par plusieurs personnalités, appuient le projet de Charte de la laïcité proposée par le gouvernement Pauline Marois, se montrant en faveur de l'affirmation de la laïcité de l'État, dénonçant l'inégalité des droits de la personne en faveur des religions, rappelant que « étant donné la prégnance de la morale religieuse, les personnes homosexuelles sont demeurées longtemps dans l’ombre, la doctrine religieuse servait alors de caution à leur stigmatisation » (...) et arguant que le port de signes religieux ostentatoires constitue une rupture avec le principe de nautralité religieuse et crée un obstacle à l'accès aux services gouvernementaux pour les personnes LGBT,. Par ailleurs, l'Association LGBT pour un Québec inclusif, regroupant une trentaine de personnes dont le cinéaste Xavier Dolan et Manon Massé, de Québec solidaire, craint que les droits des personnes LGBT peuvent être la cible d'un gouvernement attaque les droits des communautés et minorités. Pour certains, cette position s'appuie sur une vision communautariste de la société, exacerbant les différences entre citoyens, multipliant les accommodements à des groupes particuliers et nivelant les traits personnalistes. Cette vision, promue par des gens qui « vivent dans des quartiers ethniquement, socialement et culturellement à la fois homogènes et privilégiés », s'opposerait à une vision universaliste, au principe d'égalité des citoyens tout en se désolidarisant des homosexuels et lesbiennes qui subissent de graves préjudices dans les pays où la religion fait loi. Dans les années 2010 la façon d'être des personnes gaies semble devenir conventionnelle et conservatrice, comme si on se projetait dans une image hétérosexuelle, contrastant avec la revendication d'une certaine forme de marginalité dans les années 1970 et 1980.

### Histoire de la communauté LGBTQ2+
La majorité des écrits rédigés par des analystes et historiens sensibilisés à la cause des personnes en situation de minorité au niveau de l’orientation sexuelle s’entendent pour dire que la diversité sexuelle existe depuis pratiquement toujours. En effet, si nous nous fions uniquement aux Autochtones, nous pouvons constater que la croyance aux êtres partageant deux genres ou deux identités sexuelles était bien ancrée dans leurs pratiques avant même la colonisation de l’Amérique. Cependant, avec l’arrivée des Européens sur les terres de l’Amérique, les manifestations de diversité sexuelle ont été réprimées. Des lois assurent aussi un « contrôle » de l’orientation sexuelle de la population. C’est d’ailleurs seulement six ans après la fondation de la ville de Montréal, donc en 1648, que la première condamnation en lien avec l’homosexualité est recensée. Ainsi, les individus avec une orientation sexuelle différente de celle de la norme de la société vivaient dans le tabou ou la plupart du temps dans le déni. Ce n’est que bien plus tard, en 1969, que le Ministre de la Justice du Canada, Pierre-Elliott Trudeau, décriminalise l’homosexualité. Ce ministre deviendra par la suite le 15e Premier ministre du Canada. Le tabou entourant les minorités sexuelles et de genre notamment au sein de l’appareil fédéral n’est toutefois pas levé pour autant et un travail de longue haleine s’amorce afin de faire taire les jugements et la discrimination. De nombreuses associations ainsi que de nombreuses politiques seront créées afin d’inclure ces individus dans la société moderne. Effectivement, c’est en 1983 que le premier centre d’archives gaies du Canada sera créé. En 1996, « discriminer ou harceler sur la base de l’orientation sexuelle est illégal, selon la Loi canadienne sur les droits de la personne ». Les organismes fédéraux ne peuvent donc pas discriminer un individu ayant une orientation sexuelle qui diffère de celle de la norme. Puisque la discrimination liée à l’orientation sexuelle ne va pas dans le même sens que la constitution du Canada, la Cour suprême du Canada donne le droit à l’égalité pour les personnes homosexuelles en 1998. Les conjoints de même sexe ont aussi le droit de demander une pension alimentaire pour conjoint lors de la séparation depuis 1999. Cette décision a été prise une fois de plus par la Cour suprême du Canada. Ladite décision a mené les autres provinces et territoires du pays à modifier et améliorer leurs lois pour mieux intégrer les couples de même sexe. C’est seulement depuis 2005 que « le mariage homosexuel est légal partout au Canada ». En 2005, pour protéger les personnes transgenres contre la propagande haineuse, un projet de loi fédérale est déposé pour enrayer la discrimination basée sur l’identité et l’expression de genre. Ce projet de loi est adopté au Parlement canadien en 2017. Bien que la lutte pour les droits des personnes Lesbiennes, Gaies, Bisexuelles, Transgenres, Queer et autres ait bien évoluée, ce n’est que tout récemment, le 29 novembre 2017, que le Premier ministre Justin Trudeau (fils du ministre de la Justice ayant décriminalisé l’homosexualité) présente les excuses officielles du gouvernement « aux milliers de Canadiens qui ont été emprisonnés, privés d’un emploi ou harcelés, jusque dans les années 1990, en raison de leur orientation sexuelle ».

### L’origine des défilés d’aujourd’hui
Une arrestation de masse durant laquelle 300 hommes homosexuels sont arrêtés a lieu à Toronto en 1981. À la suite de ces événements, c’est environ 3 000 personnes qui iront dans les rues afin de manifester contre le traitement réservé à ces personnes homosexuelles. Ces événements sont en quelque sorte « le point de départ des défilés de fierté que l’on connait aujourd’hui ».

### Histoire de la répression des homosexuels au Québec
La première période s'étend de 1670 à la Conquête britannique de 1760. Les comportements homoérotiques sont alors réprimés en référence à une conception religieuse de la sexualité qui s'appuie sur la représentation du sodomite pécheur .
Ce discours se poursuit, pendant la seconde période, jusqu'à la fin du XIXe siècle, qui consolide le statut dominant des institutions religieuses.
Au cours de la troisième période, entre le XIXe siècle et la fin des années soixante, les approches médicales et psychiatriques prennent le pas sur le discours religieux dans la construction de la déviance sexuelle autour de la figure de l'homosexuel qu'il faut médicaliser, corriger, réhabiliter.
La quatrième période, des années 1970 jusqu'aux années 2000, voit l'arrivée des transformations législatives qui dépénalisent l'homosexualité. Une protection légale pour les gais ainsi que l'obtention de certains droits civiques, qui les protège notamment contre la discrimination fondée sur l'orientation sexuelle, incarnent les grands acquis de cette époque.

## Droit
L’homosexualité est retirée comme motif au Code criminel du Canada en 1969. En Québec, l’Assemblée nationale du Québec, à l’instigation du gouvernement du Parti québécois, inscrit dans la Charte des droits et libertés de la personne du Québec l’orientation sexuelle comme motif interdit de discrimination. L’Assemblée nationale du Québec institue l’union civile en 2002. En 2005, la Chambre des communes du Canada modifie par voie législative la définition du mariage pour inclure le mariage homosexuel. L’Assemblée nationale du Québec modifie, en 2002, les règles de filiation. L’orientation sexuelle est reconnue depuis 1993 comme un motif de persécution pour lequel une personne peut invoquer le statut de réfugié lors de son immigration immigrer au Canada . Un époux homosexuel dispose des mêmes droits qu'un époux hétérosexuel, dans la catégorie familiale, en matière d'immigration et d'acquisition de citoyenneté au Canada.
En mai 2016, le gouvernement canadien présente un projet de loi protégeant les personnes transgenres des formes d'interdictions liées à leur changement de genre et d'identité. L'âge légal pour avoir des relations sexuelles anales est de 18 ans, alors qu'il est de 16 ans pour une pénétration vaginale. En novembre 2016, le gouvernement du Canada entend modifier les dispositions du Code criminel du Canada (a. 159) pour éliminer la discrimination envers les homosexuels qui en découle.
Le changement de sexe est autorisé pour les personnes majeures. Les personnes trans sont assujetties à l'article 71 du Code civil qui oblige des modifications structurales des organes génitaux.
Santé Canada pratique une politique discriminatoire envers la population gaie masculine depuis 1983 lui interdisant tout don de sang. Elle ne lève pas l’interdiction mais permet depuis 2013 aux homosexuels masculins chastes depuis au moins 5 ans de donner du sang, ce qui constitue néanmoins un traitement discriminatoire par rapport aux hétérosexuels qui ont des partenaires sexuels multiples, qui doivent être chastes pour une période d'un an seulement. De plus, pour certains, les dons de sang provenant d'hommes gais en relation monogame à long terme stable devraient être acceptés. Le 4 décembre 2022, les homosexuels seront acceptés comme donneurs de sang.
La législation québécoise ne reconnaît pas les mères porteuses. Il s'ensuit que la parentalité pour les hommes gais est possible par adoption ou si l'un des deux conjoints a des enfants d'une relation antérieure. Si le couple d'homosexuels a recours à une mère porteuse et celle-ci agit par générosité, il n'y aura pas de sanction. La rétribution est strictement interdite. De plus, si la mère porteuse peut refuser de donner son enfant et le couple demandeur n'a aucun recours juridique quant à la reconnaissance de parentalité. C'est pourquoi certains ont recours à des mères porteuses à l'étranger. Dans ce cas, l'homme qui enfante devient père par filiation par le sang et son conjoint peut faire une demande d'adoption et le couple pourra être parents. Si les gais ont le droit d'adopter des enfants depuis 2002, l'adoption internationale peut être très difficile pour des conjoints de même sexe ou pour un gai, suivant les pays d'origine de l'enfant.

## Politique

### Modification dans la charte des droits et libertés
De prime abord, la charte des droits et libertés décrit de façon formelle les droits fondamentaux qui régissent les citoyens au sein du pays. Elle assure donc la protection de la liberté sous plusieurs formes, ainsi que des droits judiciaires, la sécurité, la possibilité de voter et l’interdiction à la discrimination. Bien entendu, il n’en a pas toujours été ainsi, puisqu’il a fallu attendre jusqu’en 1977 pour que l’article 10 de la charte des droits et libertés puisse être amendé en ce qui a trait à l’orientation sexuelle au Québec. Cette modification est due au fait que de nombreuses descentes policières ont eu lieu entre les années 1970 et 1977 dans des bars gais de la province, ce qui a amené plusieurs personnes à manifester pour bénéficier des mêmes droits à la sécurité et à la liberté que chaque citoyen ; tel que stipulé par la charte.

### Adoption de la loi 32
Ensuite, l’adoption de la loi 32 en 1999 favorise les mêmes droits et responsabilités aux couples homosexuels que pour les couples hétérosexuels au Québec . Pour en arriver là, il a fallu que 5 ans auparavant, la commission des droits de la personne dépose un rapport à ce sujet. Entre-temps, l’homosexualité est incluse dans la politique en ce qui a trait à la violence conjugale, ce qui en fait l’une des premières politiques sociales établie au Québec. Par la suite, la loi 32 a permis aux couples de même sexe de bénéficier des prestations de régimes publics lorsqu’ils sont considérés comme conjoints de fait. Cette loi permet également aux enfants issues d’une famille homosexuelle de bénéficier d’une rente d’orphelin en cas de décès des parents.

### Adoption de la loi 84
En 2002, la loi 84 a permis aux couples de même sexe de s’unir civilement et de ce fait, leur permettre de se marier dans un cadre législatif. Également, il est possible d’adopter un enfant et d’être reconnu comme un parent. De plus, de nouvelles règles de filiation sont mises en place.
Cette loi adoptée en 2002 ne fait pas l'unanimité quant à la victoire qu'elle apporte. En effet, Marie-Blanche Tahon explique que l'acte de naissance reconnaît deux mères, mais ne reconnaît pas deux pères. Ainsi, ce ne sont pas tous les groupes qui sont représentés, mais bien ceux qui ont un plus grand poids notamment avec la communauté féminine. Cette incohérence provoque des discordes au sein même de la communauté homosexuelle.

### Adoption du Bill Omnibus
Au Canada, c’est en 1969 que la décriminalisation de l’homosexualité entre personnes consentantes se fait avec l’adoption du Bill Omnibus. Cette étape marque un moment crucial pour la liberté des personnes gaies et lesbiennes en ce qui concerne leur vie privée. De plus, elle marque le début de l’abolition de lois fédérales et provinciales jugées discriminatoires envers ces minorités.

### Article 15
Au moment de l’entrée en vigueur de la Charte des droits et libertés en 1982, l’article 15 « n’apparaissait pas comme motif de discrimination illicite » . Il a fallu l’affaire Egan pour faire bouger les choses. Cette affaire est passée en cour suprême. Cette dernière est considérée comme le tribunal de dernière instance au Canada et son pouvoir s’exerce sur plusieurs sphères, dont celle de la prise de décisions sur les droits constitutionnels . Ce dossier a su traiter de la définition du terme conjoint au sein de la loi. En 1995, les juges accordent à l’orientation sexuelle d’une personne la même protection que pour tous, selon l’article 15, considérée comme analogue. En 1999, il est entendu en cour suprême que la définition du mot « conjoint » est discriminatoire envers les personnes homosexuelles en vertu de l’article 15 de la Charte canadienne . La nouvelle définition est modifiée auprès d’une soixantaine de lois fédérales.

### Article 137
En 1996, c’est au tour du Canada de placer la discrimination face à l’homosexualité dans sa loi canadienne sur les droits de la personne. Dans la même année, le gouvernement modifie son code criminel pour y introduire l’orientation sexuelle comme crime à caractère haineux. De plus, l’article 137 de la charte des droits et libertés permet également à des conjoints de fait de mêmes sexes, d’avoir droit à des assurances, à une retraite et à divers avantages sociaux. Cette loi a donc pour but de donner à ces derniers les mêmes droits qu’aux personnes hétérosexuelles.
Malgré l'adoption de cette loi, elle ne fait que rattraper les mesures en place mises en amont par les provinces l'ayant déjà incluses dans leur législation. L'Alberta est l'une des provinces qui sont obligées de suivre la décision de la Cour suprême. Cela démontre que les discussions autour des questions sociales ne se prennent pas toutes de la même façon à travers le pays.

### Projet de loi C-23 et C-38
En 2000, le projet de loi C-23 a eu pour but de donner les mêmes avantages fiscaux et sociaux aux couples de même sexe qu’aux couples hétérosexuels lorsqu’ils sont considérés comme conjoints de fait. En 2005, le gouvernement fédéral adopte le projet de loi C-38 qui a pour but de légaliser le mariage entre personnes de même sexe. Elle s’applique sur deux droits fondamentaux des citoyens canadiens. Dans un premier temps, elle donne les mêmes droits aux homosexuels qu’aux hétérosexuels pour ne faire aucune discrimination et donne également le droit à la liberté de religion.

### Évolutions des droits des homosexuels au Canada
En Angleterre, le crime de sodomie était passible de la peine de mort, mais fut remplacé par la prison à vie en 1869. Puis, en 1886, celle-ci réduisit la peine capitale pour une sentence moins sévère c’est-à-dire, dix ans d’emprisonnement. Le Canada, de son côté, impose pour le même crime, cinq ans de prison et des coups de fouet en 1890 jusqu’en 1969. Durant ces années, l’homosexualité au Canada était un acte criminel. Pierre Elliott Trudeau, ministre de la Justice lors de cette période, a déposé un projet de loi en 1969 pour décriminaliser l’homosexualité. Il a déclaré que : « L’État n’a rien à faire dans la chambre à coucher des citoyens. »  Depuis les années 1977, l’orientation sexuelle est devenue un motif de discrimination illicite au Québec. Cette province canadienne a amendé sa Charte des droits et libertés pour y insérer l’article 10. C’est ainsi que plusieurs autres provinces ont suivi le Québec dans les années suivantes. Le Manitoba et le Yukon en 1987, l’Ontario en 1990, la Nouvelle-Écosse en 1991, la Saskatchewan en 1993. Pour l’Alberta, c’est le Canada qui a imposé la loi à la province en 1998. En 2005, les mariages gais sont permis par le Gouvernement du Canada  et pourtant, les inégalités ne sont pas moins présentes pour autant dans notre société qui se dit être moderne.
Le gouvernement canadien nomme en 2016 le député Randy Boissonnault, ouvertement gai, pour élaborer et coordonner un programme du gouvernement sur les enjeux LGBT. Le premier ministre canadien Justin Trudeau est le premier chef de gouvernement d'un pays du G7 à participer à des défilés de la fierté LGBT.
Les députés Claude Charron et André Boulerice, tous les deux gais, puis Martin Lemay et Daniel Breton, représentent la circonscription québécoise de Saint-Jacques, maintenant Sainte-Marie–Saint-Jacques, où se trouve le Village gai de Montréal, sous la bannière péquiste de façon presque ininterrompue entre 1970 et 2014. En 2014, Manon Massé, de Québec solidaire, devient députée de la circonscription. Elle devient ainsi la deuxième députée ouvertement lesbienne à l'Assemblée nationale du Québec, avec Agnès Maltais, députée depuis 1998 de la circonscription de Taschereau, laquelle correspond aux quartiers centraux de Québec, où vit une grande partie de la population gaie de cette ville.

## Géographie et démographie

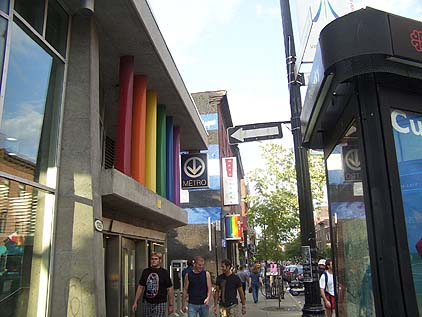
Le Village.

Le village gai de Montréal est le pôle central de la communauté LGBT québécoise, même si de tout temps, les jeunes gais et lesbiennes de la métropole fréquentent les établissements mixtes ou straights dans les autres quartiers de la ville. Le Village est la destination de plusieurs jeunes homosexuels de banlieue ou des régions qui souhaitent vivre leur homosexualité de manière épanouie. La place Émilie-Gamelin, à la jonction du Village et du quartier latin, est un important lieu de rassemblement de la communauté LGBT du Québec. Plusieurs gais habitent également les quartiers du Plateau-Mont-Royal et d'Hochelaga-Maisonneuve.
À Québec, la communauté LGBT fréquente les quartiers de Saint-Jean-Baptiste et de Saint-Roch mais le nombre de lieux de rencontre marque une régression depuis un certain nombre d'années.

## Société

### Homophobie
Les jeunes parlent rarement d’homosexualité ou de bisexualité avec leurs parents. Le Groupe de recherche et d’intervention sociale (GRIS-Montréal) a rencontré plus de 200 000 jeunes dans 600 écoles de la région métropolitaine de Montréal depuis 1994, année de sa fondation. Macha Limonchik et Vincent Bolduc, comédiens, en sont porte-parole depuis cinq ans.
En 2009, le gouvernement du Québec adopte la Politique québécoise de lutte contre l’homophobie.
Ariane Moffatt, récipiendaire du Prix de lutte contre l’homophobie 2013, rappelle que « la société n’est pas si ouverte que ça et que la campagne gouvernementale contre l’homophobie suscite des opinions malveillantes à l’encontre des personnes LGBT ».
Malgré la reconnaissance constitutionnelle et juridique des LGBT, la mise à l’écart des homosexuels, qu’ils soient jeunes ou moins jeunes, se poursuivrait non pas en raison d’une homophobie comme telle, mais du fait que plusieurs ne se comportent pas selon les normes socialement codifiées comme correspondant aux rôles masculin et féminin. Le renforcement des stéréotypes est perpétué par les parents, les éducateurs et les médias. L'ambiguïté sexuelle ou de genre devient suspecte ou l'affirmation de sa personnalité à l’encontre de la conformité amène isolement, rejet, moquerie. La diversité fait plutôt place à l’uniformité. Cette approche grégaire gagne la communauté LGBT et « la fantasmagorie des gais d’aujourd’hui sur les mecs virils et musclés participe de renforcement de genre. ». Bien qu'il y ait une plus grande ouverture, il demeure encore beaucoup de stigmatisation. Encore un peu plus du quart (26 %) des Canadiens considèrent qu'une personne peut changer d'orientation sexuelle si elle le souhaite. En 2015, 71 % des Québécois disent être témoins d'irrespect envers les LGBT dans leur vie quotidienne et plus de la moitié des jeunes LGBT font l'objet de menaces, d'intimidation ou de violence à l'école.

### Évolution et revendication des droits des personnes transgenres et queer
Les personnes âgées transgenres sont passées par plusieurs étapes rudes pour pouvoir être ce qu’elles sont, elles veulent des intervenants dans leur vie qui puissent répondre à leurs besoins. Maintenant, c’est possible, les médecins qui connaissent leur situation peuvent les référer à des spécialistes qui pourront les aider dans leurs démarches. Celles-ci se sentent plus en confiance dans un milieu ou elles sont de plus en plus comprises. La façon dont les minorités sexuelles sont traitées évolue avec le temps et tend à s’améliorer.
Queers
Il y a à Montréal des communautés Queers qui militent « contre toutes les formes d'oppression et de normalisation, telles que l'hétéronormativité, l'homonormativité, la cisnormativité, le patriarcat, le sexisme, le racisme, le capitalisme, l'homophobie, la transphobie, l'islamophobie, le colonialisme, etc ». Pour lutter contre ses oppressions, plusieurs évènements ont lieu, comme « les festivals Pervers/Cité et Radical queer semaine, le P!nk Bloc Montréal, les salons littéraires militants et la revue PolitiQueer, les évènements artistiques et/ou festifs queers ». C’est « cette volonté de briser les cadres hégémoniques […] », c’est-à-dire, qu’il n’y ai plus d’entités prédominantes, qui pousse les groupes militants à se prononcer.

### Intersectionnalité
En plus du combat sur l'orientation sexuelle et l'identité sexuelle, certains groupes doivent se battre pour une représentation de la diversité sexuelle et pour une représentation ethnique. C'est notamment ce que vit Ma-Nee Chacaby, une aînée ojibwée-crie lesbienne. Elle témoigne de ses expériences traumatisantes en tant que membre de la communauté homosexuelle et autochtone dans son livre : Un parcours bispirituel : récit d'une aînée ojibwée-crie lesbienne. Le problème sur la représentation d'une pluralité au sein de la société provient du fait que peu de ces diversités sexuelles sont peu médiatisées dans les minorités ethnoculturelles. Ces personnes doivent alors se battre sur deux fronts et doivent faire face à une ignorance de la communauté sur leur situation tout en ayant peur de se rendre sur certains lieux publics comme les hôpitaux ou les centres communautairs.

### Solidarité
Plusieurs organismes québécois apportent un soutien à des groupes minoritaires particuliers, par exemple auprès de personnes vivant avec un handicap, comme la Coalition Sida des Sourds du Québec, aux personnes LGBT immigrantes ou issues des communautés culturelles, comme Au-delà de l’Arc-en-ciel, Arc-en-ciel d’Afrique et Helem (communauté libanaise). L’homosexualité tend à être davantage acceptée par les immigrants de deuxième génération que par ceux de première génération. La tolérance de la société québécoise et les dispositions juridiques d'immigration envers les personnes LGBT en font une terre d'accueil pour les gais et lesbiennes de l'Afrique du Nord et du Moyen-Orient. Le Festival du monde arabe de Montréal propose une réflexion sur les droits LGBT dans les communautés arabophones. Plusieurs hommes et femmes homosexuels quittent leur pays en raison de l'homosexualité pour s'établir au Québec. Il demeure difficile pour certaines lesbiennes immigrées de plus de la quarantaine de s'exprimer librement de leur orientation sexuelle.
Certains dénoncent les organismes sportifs internationaux qui s'allient avec des pays et juridictions où les droits de la personne des minorités sexuelles sont bafoués et où les travailleurs se retrouvent dans des conditions similaires à de l'esclavage, sacrifiant la philosophie de fraternité officielle inscrite dans leurs chartes, dans un objectif lucratif. En guise de protestation de la loi russe réprimant les personnes LGBT, la mairie de Montréal fait flotter le drapeau arc-en-ciel durant la durée des Jeux olympiques de Sotchi.

### Santé
L'organisme Gai Écoute offre un service d'aide par téléphone, par clavardage ou par courriel aux personnes LGBT ou à leurs proches, en ce qui a trait à la détresse psychologique, au dévoilement de son orientation sexuelle, à l'isolement, à leurs relations familiales ou à leurs relations de couple. Gai Écoute traite environ 13 000 demandes par année.
- Fondation Émergence

Quelque 20 000 personnes vivent avec le VIH-sida au Québec. Depuis 1991, les partys Black & Blue de la Fondation Bad Boy Club Montréal permettent de soutenir les organismes d'aide directe aux personnes atteintes du VIH-sida de même que les organismes gais et lesbiens. La fondation Farha est fondée en 1992 par Ronald Farha, homme d’affaires de Montréal. Depuis 1992, elle a distribué plus de 8,7 millions de dollars à 76 organismes qui, à travers le Québec, dispense des soins et services aux sidéens ou appliquent des programmes de prévention ou de formation sur le VIH-sida.

## Culture

### Institutions de mémoires
Les Archives gaies du Québec, créées en 1983, regroupent une collection de documents et artefacts retraçant la vie des personnes et l’histoire de la communauté LGBT à Montréal et au Québec. Après avoir été sur le Plateau Mont-Royal pendant trente ans, elles ont pignon sur rue dans le Village gai de Montréal depuis 2013. La Chambre de commerce gaie du Québec, avec le soutien de l'Office québécois de la langue française, élabore en 2013 un lexique terminologique français traduisant les réalités LGBT, pour lesquelles des expressions courantes provenant de l'anglais américain sont mal adaptés, mal traduits ou pas traduits en français.

### Littérature
Alors que la société québécoise est en pleine transformation dans les années 1960, Jean Basile insère un personnage gai et la thématique gaie dans son roman Le Grand Khan (1967). Les auteurs gais sont majeurs au sein de la littérature québécoise. Ainsi, Michel Tremblay dessine toute une faune de personnages gais à travers de nombreuses œuvres à thématique gaie dont La Duchesse de Langeais (1969), Demain matin Montréal m'attend (1970), Hosanna (1973), Damnée Manon, Sacrée Sandra (1977). Marie-Claire Blais met des personnages gais au centre de ses romans Le Loup (1972) et Les Nuits de l'Underground (1978). Une nouvelle génération d'auteurs gais commettent romans et autres, par exemple Pierre-Luc Landry, Mathieu Leroux, Donald Bilodeau, Simon Boulerice, Kevin Lambert, Nicholas Giguère, Antoine Charbonneau-Demers ou Denis-Martin Chabot.
Dans les années 1950, alors que le Québec demeure une société conservatrice, Guilda, transformiste aux costumes extravagants, est une grande vedette des cabarets de Montréal. Les pièces de théâtre Les Feluettes ou la répétition d'un drame romantique de Michel Marc Bouchard et Being at Home with Claude de René-Daniel Dubois, à thématique gaie, marquent la dramaturgie québécoise dans les années 1990. Village Scène monte plusieurs pièces de théâtre à thématique gaie, par exemple Guillaume et Jacques au Monument national en 2013 .

#### Maison d'édition
- Homoromance Editions
- Triptyque (éditeur) et la collection «Queer», créée en 2017 par Pierre-Luc Landry et co-dirigée depuis 2022 avec Nicholas Dawson
- Metonomy Press, éditeur de langue anglaise, publie depuis 2016[55],[56].

### Télévision et cinéma
Les productions télévisuelles créées par des LGBT ou présentant des personnages principaux LGBT au Québec comprennent entre autres les téléséries Cover Girl, Tout sur moi, ou encore la websérie Coming Out. Celle-ci suit les méandres amoureux de Matt et de ses amis à Montréal. Line Beaumier tourne en 2013 la docu-fiction Les Oubliées qui traite des sévices subis par les lesbiennes depuis les années 1940. Image et Nation, festival international de cinéma LGBT de Montréal, se tient chaque année à l'automne depuis 1987 dans différentes salles du cetre-ville de Montréal avec plus de 125 films de divers pays dans le monde.

### Évènements
Le Festival international Montréal en Arts présente, chaque année en juin, l’événement GaleRue d’Art sur plus de un kilomètre de la rue Sainte-Catherine piétonnière. Plusieurs artistes LGBT québécois œuvrent dans les arts visuels, notamment le dessinateur et peintre Peter Flinsch, le photographe Robert Laliberté. et Yvon Goulet, qui peignent des corps masculins, ou encore Philippe Pagé-Desrues, Amanda Mocci et Johan Jansson.
- Ensemble vocal Extraganza, fondé en 2000
- Festival des films et des arts LGBTQ afro Massimadi, depuis 2009

## Médias
Au fil des années, plusieurs publications, maintenant toutes disparues, ont informé ou divertit la population LGBT québécoise, notamment Sortie, Le Berdache, RG, Attitude, Attitude-Mtl, Village, Être, Entre Elles, Sapho, Treize, Ça s'attrape!!, La Voix du Village, Gazelle, ZIP,  Zipper, Guide arc-en-ciel  et DécorHomme.
Depuis sa création Fugues, qui existe depuis 1984, est le principal média LGBTQ+ au Québec, traitant d'un grand éventail de sujets spécifiquement LGBTQ+ (tant au niveau communautaire, identitaire, politique ou social) ainsi que de l'actualité politique, culturelle, sportives, médicales sous un angle LGBTQ+ . D'abord magazine seulement, Fugues est aussi un important portail d'information, mis à jour quotidiennement. En 2024, c'est une des dernières publications LGBTQ+ à encore publier régulièrement une version imprimée, distribuée dans environ 250 lieux au Québec. Avec un tirage mensuel variant entre 23,000 et 28,000 exemplaires et plus de 175,000 téléchargements de sa version numériques, la version magazine de Fugues, rejoint en moyenne 315,000 personnes.
Lancé en 2016 à Montréal, Lez Spread The Word est une publication artistique imprimée canadienne bilingue, publiée une fois par année, et distribuée dans plus de 20 villes en Amérique du Nord et en Europe. Ce bookzine, à mi chemin entre le livre et le magazine artistique, s'adresse aux femmes lesbiennes, bisexuelles et personnes trans et queers.
Une autre publication LGBT poursuit son travail (maintenant exclusivement sur le web) à plus petite échelle, s'attardant à une information plus spécialisée: Gay Globe Magazine, autrefois Le Point, traite de différents sujets touchant l'actualité, la santé, l'égalité, la culture, la société. 

## Économie
Le village gai à Montréal concentre une grande partie des établissements commerciaux et de services à la communauté LGBT du Québec. Néanmoins, certains établissements montréalais desservant la clientèle gaie se retrouvent hors village, par exemple le Cabaret Cléopâtre sur le boulevard Saint-Laurent, ou sur le Plateau Mont-Royal, avec le Bain Colonial. Les établissements commerciaux du Village connaissent une diminution de l'achalandage de la clientèle gaie, notamment en raison de la présence d'Internet qui permet aux personnes LGBT de se rencontrer autrement que dans les établissements s'adressant spécifiquement à ce groupe. De plus, les LGBT se sentent à l'aise dans les différentes quartiere de Montréal. La plupart des commerçants gais du Village ne sont pas propriétaires de leur local, ce qui pose un problème de viabilité à long terme, en raison de la spéculation immobilière dans le quartier.
La Chambre de commerce LGBT du Québec, dans son plan stratégique quinquennal 2016-2021, vise à développer ses assises, renforcer son réseau de membres, rehausser son positionnement et accroître ses moyens d’intervention.
Certaines grandes entreprises et organimes entreprennent et financent des initiatives d'inclusion des personnes LGBT, notamment la Banque nationale du Canada, la Banque Toronto-Dominion, Telus, l'Université Laval, les Caisses Desjardins, Axor experts-conseils et Les Brasseurs du monde. Les nouvelles entreprises LGBT innovantes comprennent 1642 Cola.
Une enquête de MARU/VCR&C pour Telus montre qu'il existe des problèmes d'acceptation des personnes LGBT en milieu de travail. Seulement le tiers (34 %) des personnes LGBT interrogées ont révélé leur orientation ou identité sexuelle à leurs collègues. Le tiers des répondants LGBT canadiens (45 % des transgenres) ne considèrent pas que leur milieu de travail est sécuritaire et accueillant. Plus de la moitié (57 %) des employés LGBTAA ne dévoilennt pas leur orientation sexuelle au travail. Un tiers (30 %) ont vécu ou perçu des manifestations de discrimination ou de harcèlement liés à l'orientation sexuelle, la moitié n'a pas signalé ces actes. Plus des deux tiers (69 %) de l'ensemble des répondants croient que les gais, lesbiennes et bisexuels sont susceptibles d’être promus à des postes de direction, contre 47 % dans le cas des transgenres,.
| Énoncé | Favorables Tous | Favorables LGBT |
| --- | --------------- | --------------- |
| Politique de lutte contre le harcèlement et la discrimination                                             | .               | 88 %            |
| Formation sur la diversité et l’intégration                                                               | .               | 66 %            |
| Soutien et participation dans le cadre des célébrations de la Fierté                                      | .               | 51 %            |
| Groupe de ressources et de soutien destiné aux employés LGBTAA                                            | .               | 50 %            |
| Soutien manifeste de la haute direction envers les causes et les événements associés à la communauté LGBT | .               | 50 %            |
| Les entreprises appuyant la communauté LGBT sont de meilleures entreprises citoyennes.                    | 68 %            | 88 %            |
| Les entreprises appuyant la communauté LGBT comprennent mieux les besoins de leurs clients.               | 64 %            | 86 %            |
| Plus susceptibles d’accepter un poste dans une entreprise qui appuie la communauté LGBT.                  | 56 %            | 86 %            |
| Plus susceptibles d’acheter les produits et services d’entreprises qui appuient la communauté LGBT.       | 49 %            | 83 %            |

## Communauté

### Événements
Festival Fierté Montréal (anglais : Montréal Pride), Fondé en 2007 est un festival annuel québécois majeur célébrant la diversité sexuelle et de genre (DSG) à Montréal (Québec). Il est le plus grand événement de ce genre au Canada et à l'international il est le plus grand la francophonie. Les événements phares de Fierté Montréal sont le grand défilé de la fierté la journée communautaire. Il se déroule sur onze jours consécutifs (du jeudi au dimanche de la semaine suivante) habituellement à la mi-août de chaque année. Mis en scène dans le Village gai de Montréal, il est ouvert à tous les publics, quelles que soient leur orientation sexuelle, identité de genre ou expression de genre. Son prédécesseur, Divers/Cité s'est tenu  en juillet à Montréal jusqu'en 2016. Il présentait entre autres Sunset Party et La Grande Danse, au Vieux-Port. La Fête Arc-en-ciel, célébrée à la fin août à Québec depuis 2005, attire 20 000 festivaliers en 2013. La Fierté dans la capitale se tient en août à Ottawa, voisine de l’Outaouais.Les premières célébrations de la fierté gaie sont célébrées en mai 2013 à Rimouski lors de l'événement la D.marche auquel participent plusieurs représentants politiques régionaux, et en août 2013 à Sherbrooke sous le nom de Fière la fête.
La Journée de Visibilité Lesbienne est d'origine montréalaise et remonte à l'année 1982,, elle a célébré ses 40 ans en avril 2022,.

### Prix et reconnaissances
Le Gala Arc-en-ciel, organisé par le Conseil québécois LGBT, reconnaît depuis 2004 l'apport des personnalités et groupes à la communauté LGBT du Québec dans différents secteurs d'activité. La Fondation Émergence remet le prix de lutte contre l’homophobie à : Michel Tremblay en 2010, Fabienne Larouche en 2012 pour le traitement des personnages gais dans ses scénarios à la télévision québécoise, Ariane Moffatt en 2013.

### Sport et loisir
Équipe Montréal est une association de dizaines d’équipes sportives récréatives et compétitives de la communauté gaie et lesbienne de la région de Montréal créée en 1990. Elle regroupe plusieurs disciplines sportives comme le badminton, le volleyball. Les lieux des matchs et rencontres comprennent entre autres le cégep du Vieux Montréal, le collège de Maisonneuve.

### Personnalités
- Jean Filiatrault (1919-1982), écrivain
- Jean Guilda (1924-2012), transformiste
- Serge Garant (1929-1986), musicien[83]
- Claude Gai (1936-2007), comédien
- Michel Tremblay (1942-), écrivain
- Daniel Pinard (1942-), animateur
- Nicole Brossard (1943-), écrivaine
- Michel Girouard (1944-2021), animateur et chanteur
- André Boulerice (1946-), homme politique
- André Brassard (1946-2022), metteur en scène
- Claude Charron (1946-) homme politique
- Claude Vivier, (1948-1983), compositeur
- Raymond Blain, homme politique
- Léa Pool (1950-), cinéaste
- Robert Laliberté (1951-), photographe
- Gaëtan Dugas (1953-1984), agent de bord
- Agnès Maltais (1956-), femme politique
- Robert Lepage (1957-), metteur en scène et comédien[12],[36]
- Michel Marc Bouchard (1958-), écrivain
- René Richard Cyr (1958-), metteur en scène et comédien[12],[36]

- Victor Pilon, directeur artistique[36]
- Michel Lemieux (1959-), scénographe[36]
- Alain Bouchard (-2023), psychologue et éditeur
- Denis-Martin Chabot (1961-), journaliste et écrivain
- Serge Denoncourt (1962-), metteur en scène[36]
- Manon Massé (1963-), femme politique
- Éric Bernier (1965-), comédien
- Donald Bilodeau (1965-), écrivain
- Jasmin Roy (1965-), comédien
- Dany Turcotte (1965-), humoriste
- Alex Perron (1971-), humoriste
- Mado Lamotte, dragqueen
- André Boisclair (1966-), homme politique
- Philippe Dubuc (1966-), designer[36]
- Mathieu Chantelois (1973-), journaliste
- Rufus Wainwright (1973-), auteur-compositeur-interprète
- Juan Joseph Ollu, écrivain
- Yannick Nézet-Séguin (1979-), chef d'orchestre[84]
- Ariane Moffatt (1979-), chanteuse[36]
- Pierre Fitch (1981-), acteur porno
- Pierre Lapointe, (1981-), auteur-compositeur-interprète
- Simon Boulerice, (1982-), auteur
- Pierre-Luc Landry (1984-), écrivain
- Pierre-Olivier Beaudoin, (1985-), youtubeur
- PL Cloutier, (1986-), youtubeur
- Chloé Robichaud (1988-), cinéaste[69]
- Xavier Dolan (1989-), cinéaste[36]
- Félix-Antoine Tremblay, acteur
- Tante Gaby, dragqueen
- Gabrielle Marion, youtubeuse
- Rita Baga, dragqueen
- Michel Dorion, dragqueen
- Barbada de Barbades, dragqueen
- Flora Gionest, chanteuse et actrice
- Calamine, rappeuse
- Debbie Lynch-White, actrice
- Coco Belliveau, humoriste et rappeuse
- Sarahmée, chanteuse
- Monique Giroux, animatrice de radio
- Safia Nolin, chanteuse
- Judith Lussier, journaliste
- Eugénie Lépine-Blondeau, animatrice et chroniqueuse
- Éric Duhaime, politicien
- Farah Alibay, ingénieure en aérospatiale

### Conclusion
Malgré toutes les avancées, les efforts et les lois mises en place par le Gouvernement Canadien, il reste beaucoup de travail à faire avant de parvenir à une acceptation et une inclusion totale des personnes en situation de minorité en ce qui a trait à l’identité sexuelle et de genre. Il est indéniable que les revendications faites par la communauté LGBTQ2+ ont un impact direct sur les décisions gouvernementales en matière d’intégration. Bien que les groupes de défense soient beaucoup moins nombreux à militer au Canada qu’aux États-Unis, le Gouvernement du Canada reste un modèle à suivre pour les gouvernements de pays plus conservateurs qui répriment les droits des personnes ayant une identité sexuelle et de genre différente de la coutume dans leur pays. Bref, le gouvernement est un outil important afin d’obtenir l’égalité et l’inclusion des personnes faisant partie de la communauté LGBTQ2+. En somme, nous sommes tous constitués de la même manière de l’intérieur, non? C’est un sujet qui mérite de retenir l’attention de la population et des politiciens…

## Annexe - Organisations LGBT
| Région                        | Organismes sociopolitiques et sociosanitaires | Associations sociocommunautaires | Établissements commerciaux |
| ----------------------------- | --- | --- | --- |
| Gaspésie–Îles-de-la-Madeleine | Association LGBT Baie-des-Chaleurs | LGBT Rocher-Percé | |
| Bas-Saint-Laurent             | Comité Diversité Rimouski • MAINS | Front de libération et d'information queer de Rimouski • Gai Côte-Sud | Bar L'Illusion, Rimouski |
| Saguenay–Lac-Saint-Jean       | MIENS • LGBT Boréale (Saguenay-Lac-Saint-Jean & Chibougamau) | Fém’Elles Chicoutimi | Guimov, Chicoutimi |
| Capitale-Nationale            | GRIS-Québec • Groupe QC/Lutte à l’homophobie • MIELS • Projet Intervention Prostitution de Québec • Sida-aide • Divergenres | Aide aux trans du Québec • Arco Iris (cégep Ste-Foy) • Groupe chrétien gai • Groupe gai de l'Université Laval • L’Accès • Spiritualité entre Nous • Badminton • Cuirassés • Hors sentiers • Méchants Moineaux • Volte-face • Volley-ball Québec | Québec : Domahom • Drague • St. Matthews • Backboys • Bloc 225 • Hippocampe |
| Chaudière-Appalaches          | GRIS Chaudière-Appalaches • Association beauceronne d'intervention sur le sida | | Domaine Arc-en-Ciel, Joly • Gîte au Masculin, Saint-Honoré-de-Shenley |
| Mauricie                      | | L’Accès Trois-Rivières • Atmosphère gaie Mauricie | |
| Centre-du-Québec              | BLITS • GRIS Centre du Québec | Association des gais des Bois-Francs • La Margelle Victoriaville | Domaine Émeraude, Saint-François-du-Lac |
| Estrie                        | IRIS | Association des gais, lesbiennes, bisexuels de l’Université de Sherbrooke • Comité identités et orientations sexuelles et amoureuses libres du Cégep de Sherbrooke • Groupe de discussion pour hommes gais • Prisme • Projet Sapho | L'Otre Zone, Sherbrooke |
| Montérégie                    | Émiss-ère | Café-causerie pour femmes lesbiennes et bisexuelles • SIDEP en Montérégie • Jeunes adultes gais de Saint-Hyacinthe Saint-Jean-sur-Richelieu : Carrefour Gai(es) • Loisirs pour femmes gaies • Vie Alternative GLBT Saint-Jean-sur-Richelieu • Rencontres sociales Vaudreuil-Dorion • Amalgame Longueuil | Bain de nature, Saint-Alphonse-de-Granby • V V & V, Saint-Hyacinthe • Camping Plein Bois, Sainte-Marthe • Sauna 1286 • Sauna 3481 |
| Montréal                      | ACCM (AIDS community care centre) • Aide aux transsexuel(le)s du Québec • AlterHéros • Archives gaies du Québec • Archives lesbiennes du Québec (autrefois Traçes) • Chambre de commerce gaie du Québec • Coalition des familles LGBT • CAEO-Québec • Coalition des gais et lesbiennes du Québec • Coalition jeunesse LGBT (auparavant Coalition jeunesse montréalaise de lutte contre l’homophobie) • COCQ-sida • Conseil québécois LGBT • Fondation d'aide directe sida-Mtl • Fondation BBCM • Fondation Émergence • Fondation Farha • Fondation Jasmin Roy, Fondation L'Actuel • Fondation Les Petits Lutins • Fondation québécoise du sida • Fréquence VIH (disparu en 2012) • Gai Écoute • GRIS-Montréal • Helem • Maison D'Hérelle • Maison du Parc • Maison Plein Cœur • Portail VIH/sida du Québec • Réseau des lesbiennes du Québec • Réseau juridique canadien VIH-sida • REZO • Réseau de la santé sexuelle des sourds (RSSSQ) • Société de développement commercial du Village • Suicide Action Montréal | • Astérisk • Arc-en-ciel d'Afrique • Centre communautaire des gais et lesbiennes de Montréal • Centre de solidarité lesbienne • Centre St-Pierre • Comité famille et qualité de vie des gais et des lesbiennes • Communauté chrétienne Saint-Pierre-Apôtre • Foi et fierté • Groupe de méditation LGBTQ • Jeunesse Lambda • Parents d’enfants gais • Projet 10 • L’Alternative UdeM • Concordia Queer Collective • LGBT Students of McGill • Queer McGill • RÉPITSS-UQAM • Etcetera Dawson College • Fondation FEEL • Projet Travailleurs du Sexe, Stella • Pink 28 Montréal • • Au-delà de l’Arc-en-Ciel (espagnol) • Ga'ava (juifs) • Gay and Lesbian Asian Montreal (GLAM) • Lez Spread the World (LSTW) • Long Yang Club Gais asiatiques et amis • Schwule Stammtisch • LEGIT-Québec • Chœur gai de Montréal • Chœur québécois • Extravaganza • Ganymède • Les Nanas • Gayradiobec • Découverte et expression • Association des motocyclistes gais du Québec • À contre-courant • À pieds levés • Amazones des grands espaces • Aux Prismes • Ballon balais • Bolides • Boréal • Club Arc-en-Ciel • Les Chouettes • Club Bolo • Débiles du plein air • Di-versions • Dragons • Duplicata • Fauves • Fous du Roi • Gaillards • Galopins • G-Bleus • H2O • Hockey féminin • Hors sentiers • Lez Elles • Loups • Maxima • Odawagan • Outsquash • Phoenix • Quatros • Roulibre • Séro Poolz • Tennis Lambda • Tip on the Tongue | Village : Aigle noir • Apollon • Cabaret • Campus • Citibar • Cocktail • Date • Drugstore • L'invi-thé au Gaisha • Ktkombs • Mado • Normandie • Pub St-André • Relaxe • Rocky • Sky • Stock Bar • Stud • Taboo • Unity • Aubergell • BBV • Conciergerie • Maison Des Jardins • Nuzone • Foto Fusion • Galerie Dentaire • Productions Village Scène • Priape • Gijoe • Oasis • Sauna Centre-ville Autres quartiers : Bain Colonial • Phoenix • Révolution • Sauna 5018 • Sauna St-Hubert |
| Laval - Laurentides           | Centre sida amitié • Maison Dominique • Sida-vie Laval | Café causerie pour lesbiennes, Saint-Esutache • L’Arc-en-Ciel, Laval-Laurentides • Groupe gai amical Laval-Laurentides-Lanaudière | Sauna 243 • Sauna Pont-Viau |
| Lanaudière                    | | Le Néo | Camping de la Fierté, Sainte-Julienne • Le Privé, Chertsey |
| Outaouais                     | Bureau régional d'action sida | Groupe des gais francophones de l'Outaouais • Association des pères gais de l’Outaouais • Jeunesse Triangle Rose • Lesbiennes Gatineau • Outaouais Dimanches • Projet entre Hommes • Jeunesse Idem | |
| Abitibi-Témiscamingue         | | | |
| Côte-Nord                     | Action sida Côte-Nord | | |
| Nord-du-Québec                | Diversité 02 (Saguenay-Lac-Saint-Jean) | Diversité 02 (Saguenay-Lac-Saint-Jean) | |

## Annexe - Œuvres littéraires gaies québécoises
- Michel Tremblay, La Duchesse de Langeais, Montréal, 1969
- Michel Tremblay, Demain matin Montréal m'attend, Montréal, 1970
- Marie-Claire Blais, Le Loup, Montréal, 1972
- Michel Tremblay, Hosanna, Montréal, 1973
- Michel Tremblay, La Duchesse de Langeais, Montréal, 1973
- Nicole Brossard, French Kiss, Montréal, 1974
- Louky Bersianik, L'Euguélionne, Montréal, 1976
- Michel Tremblay, Sainte Carmen de la Main, Montréal, 1976
- Nicole Brossard, L'Amèr, Montréal, 1977
- Michel Tremblay, Damnée Manon, Sacrée Sandra, Montréal, 1977
- Marie-Claire Blais, Les Nuits de l'Underground, Montréal, 1978
- Louky Bersianik, Pique-nique sur l'Acropole, Montréal, 1976
- Yves Thériault, Le Partage de minuit, Montréal, 1980
- Nicole Brossard, Amantes, Montréal, 1980
- Jovette Marchessault, Triptyque lesbien, Montréal, 1980
- Yolande Villemaire, Fidèles d'amour, Montréal, 1981
- Yolande Villemaire, Adrénaline, Montréal, 1982
- Michel Tremblay, Des nouvelles d'Édouard, Montréal, 1984
- Michel Tremblay, Le Cœur découvert, Montréal, 1986
- Jean-Paul Daoust, Les Cendres bleues, Trois-Rivières, Écrits des Forges, 1990
- Michel Tremblay, Le Cœur éclaté, Montréal, 1993
- Michel Tremblay, La Nuit des princes charmants, Montréal, 1995
- Michel Tremblay, Quarante-quatre minutes, quarante-quatre secondes, Montréal, 1997
- Michel Tremblay, Hôtel Bristol New York, N.Y., Montréal, 1999
- Jean-Claude Dallaire, Je te salue Marie, Québec, 2010
- Juan Joseph Ollu, Un balcon à Cannes, Montréal, Annika Parance Éditeur, 2012, 163p.
- Collectif, Espaliers aux mots d'or, Montréal, L'Arc-en-ciel littéraire, 2013, 131 p.
- Donald Bilodeau, La dérive du passé, Montréal, Éditions Dédicaces, 2013, 286 p.
- Simon Boulerice, Jeanne Moreau a le sourire à l'envers, Montréal, Leméac, 2013
- Denis-Martin Chabot, Le journal intime de Dominique Blondin, Montréal, Éditions de l'Interdit, 2013, 253 p.
- Samuel Champagne, Recrue, Montréal, Éditions de Mortagne, 2013
- Jean-Claude Dallaire, Le parfum des ombres, Québec, Éditions Youkali, 2013, 279 p.
- Pierre-Luc Landry, L'équation du temps, Montréal, Éditions Druide, 2013, 232 p. (ISBN 978-2-89711-028-4)
- Samuel Larochelle, À cause des garçons, Montréal, Éditions Druide, 2013
- Donald Bilodeau, À l'heure où le soleil ferme les yeux, Montréal, Clermont Éditeur, 2015, 460 p.
- Simon Boulerice, L'Enfant mascara, Montréal, Leméac, 2016, 181 p.
- Juan Joseph Ollu, Dolce vita, Montréal, Annika Parance Éditeur, 444 p.
- Gabriel Cholette, Les carnets de l'underground, Montréal, 111 p.

## Annexe - Films, vidéos et émissions LGBT québécoises
- Pierre Patry, Trouble-fête, 1964
- Jean Filiatrault, Le Paradis terrestre, 1968-1972
- André Brassard, Il était une fois dans l'Est, 1974
- Léa Pool, Anne Trister, 1986
- Denys Arcand, Le Déclin de l'empire américain, 1986
- Jean Beaudin, Seul, avec Claude, 1992
- Robert Lepage, Le Confessionnal, 1995
- Claude Fournier, J'en suis !, 1997
- Jeanne Crépeau, Revoir Julie, 1998
- Michel Tremblay, Le Cœur découvert, 2003
- Émile Gaudreault, Mambo Italiano, 2003
- Richard Blaimert et Pierre Samson, Cover Girl, 2005
- Jean-Marc Vallée, C.R.A.Z.Y., 2005
- Étienne Desrosiers, Miroirs d'été, 2006
- Stéphane Bourguignon, Tout sur moi, 2006-2011
- Xavier Dolan, J'ai tué ma mère, 2009
- Libre de rêver, Helem[85]
- Xavier Dolan, Les Amours imaginaires, 2010
- Julien Cadieux, Guilda. Elle est bien dans ma peau, 2014
- Chloé Robichaud, Féminin/Féminin
- Chloé Robichaud, Sarah préfère la course[69]